# 圓筒褐蛇鰻
圓筒褐蛇鰻為輻鰭魚綱鰻鱺目糯鰻亞目蛇鰻科的其中一種，分布於中東太平洋的哥斯大黎加及巴拿馬海域，體長可達88公分，棲息在沙底質的海域，為底棲性魚類，屬肉食性。

## 擴展閱讀
維基物種上的相關：圓筒褐蛇鰻